# Tyrannosaurus
A Tyrannosaurus (jelentése ’zsarnokgyík’) a theropoda dinoszauruszok egyik neme. A Tyrannosaurus rex faj, melyet gyakran T. rex-ként rövidítenek, az egyik legismertebb dinoszaurusz a populáris kultúrában. Maradványaira a mai Észak-Amerika nyugati részén bukkantak rá, más tyrannosauridákénál nagyobb elterjedési területen, különböző geológiai formációkban, melyek kora a kréta időszak utolsó három millió évére, a körülbelül 68–66 millió évvel ezelőtti maastrichti korszakra tehető; tehát a kréta–tercier kihalási esemény előtt élt utolsó röpképtelen dinoszauruszok kortársa volt.
Más tyrannosauridákhoz hasonlóan a Tyrannosaurus is két lábon járó húsevő volt, masszív koponyával, melyet hosszú, nehéz farka tartott egyensúlyban. Hátsó lábai aránylag nagyok és izmosak, a mellsők kicsik, de méretükhöz képest szokatlanul erősek voltak, a két ujj mellett lehetséges, hogy egy elcsökevényesedett harmadikkal is rendelkeztek. Bár más theropodák megközelítik vagy esetleg túl is szárnyalják a Tyrannosaurus méreteit, a tyrannosauridák között ez a legnagyobb ismert nem, és emellett az egyik legnagyobb valaha élt szárazföldi húsevő. Hossza 12,3–12,4 méter, a csípőmagassága 3,66–3,96 méter, a tömegét pedig 8,4–14 tonnára becsülik. Mivel környezetében messze a legnagyobb húsevők közé tartozott, valószínűleg csúcsragadozóként hadrosauridákra és ceratopsiákra vadászott, bár egyes szakértők azt feltételezik, hogy elsősorban dögevő volt. A kérdés, hogy a Tyrannosaurus csúcsragadozó vagy dögevő volt-e, az őslénytan történetének egyik leghosszabb vitáját eredményezte.
Több mint 50 példányát azonosították, némelyiket majdnem teljes csontváz alapján. Legalább egy példány esetében lágy szövetek és fehérjemaradványok felfedezéséről is beszámoltak. A fosszíliák nagy száma jelentős mennyiségű biológiai kutatómunkát tett lehetővé, melybe élettörténeti és biomechanikai vizsgálatok is beletartoztak. A Tyrannosaurus fiziológiája, étkezési szokásai és feltételezett mozgási sebessége viták tárgyát képezi. Emellett rendszertana is vitatott, egyes tudósok az ázsiai Tarbosaurus bataart második Tyrannosaurus fajnak tekintik, míg mások elkülönítve, a Tarbosaurus nembe sorolják be. Több észak-amerikai tyrannosaurida fajt is a Tyrannosaurus szinonimájának tekintenek.

## Anatómia

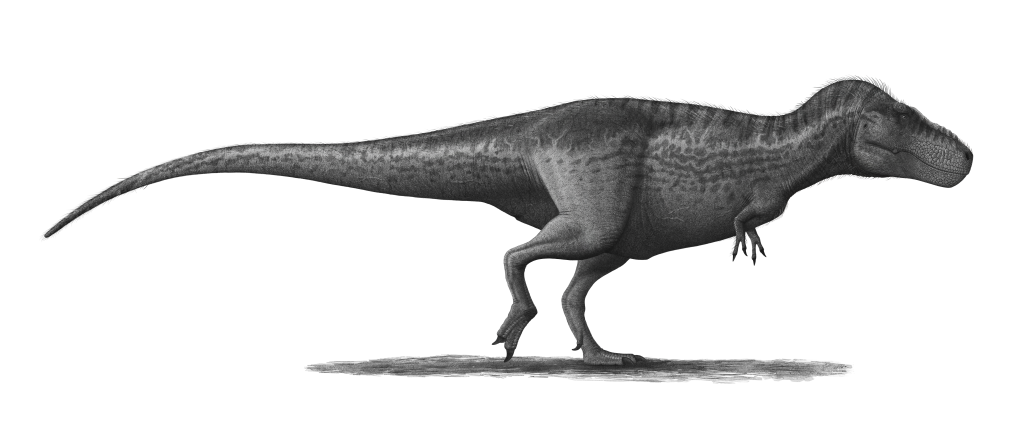
A Tyrannosaurus rex rekonstrukciója

Az ember és a különböző Tyrannosaurus rex példányok méretének összehasonlítása

Néhány óriás theropoda, köztük a kék színnel jelzett Tyrannosaurus és az ember méretének összehasonlítása

A Tyrannosaurus rex minden idők egyik legnagyobb szárazföldi húsevője volt; legteljesebb példánya a chicagói Field Természetrajzi Múzeum által őrzött PR2081 jelzésű, „Sue” nevű lelet, amely 12,3–12,4 méter hosszú és a csípőjénél 3,66–3,96 méter magas. Egykori tömegét illetően a legkésőbbi becslések 8,4 és 14 tonna közötti értékeket valószínűsítenek. Korábban is számos becslés született az évek során, 4,5-től egészen 7,2 tonnáig, melyek közül a legkésőbbiek 5,4 és 6,7 tonna közötti értékeket valószínűsítettek. Egy 2011-es becslésben 9,5 és 18,5 tonna közötti tömegűre becsülték, azonban a szerzők megjegyezték, hogy az alsó és felső becslések nagy hibahatárú modelleken alapulnak, és túl soványnak, túl kövérnek, vagy túl aránytalannak gondolják azokat, és a középső, 14 tonnás értéket tartják a legvalószínűbbnek. Az 1991-ben talált, 2019-ben publikált, minden eddiginél nagyobb, 13 méter hosszú, Scotty becenevű példány tömegét 8,8 tonnában határozták meg.
A Tyrannosaurus nyaka S alakú, mint a többi theropodáé, de az átlagosnál rövidebbé és izmosabbá vált, hogy meg tudja tartani a súlyos fejet. Az aránylag kicsi mellső végtagokon mindössze két, karomban végződő ujj található, melyek mellett egy kis kézközépcsont helyezkedik el, egy harmadik ujj maradványaként. Ezzel ellentétben a hátsó lábak a testmérethez viszonyítva a theropodáknál a leghosszabbak közé tartoznak. A farok hosszú és súlyos, néha több mint negyven csigolyából áll, és a nehéz fej, valamint a felsőtest kiegyensúlyozására szolgált. A hatalmas testtömeg csökkentése érdekében számos csont üregeket tartalmaz, így az állat anélkül veszített a tömegéből, hogy a csontváza jelentősen meggyengült volna.
A legnagyobb ismert Tyrannosaurus koponya 1,52 méter hosszú. A többi húsevő theropodához hasonlóan nagy koponyaablakok (fenestrae-k) csökkentették a tömegét és biztosítottak helyet az izmok tapadásához. Más szempontból azonban a Tyrannosaurus koponyája jelentősen eltér a nagy, nem tyrannosauroidea theropodákétól. Rendkívül széles hátsó része és szűk pofája szokatlanul jó binokuláris látást tett lehetővé. A koponya csontjai súlyosak, egyes csontok, mint például az orrcsont összenőttek, megakadályozva az egymáshoz történő elmozdulást; ám sokuk légkamrákat tartalmaz, melyek által rugalmasabbá és könnyebbé váltak. E jellegzetességek és más, a tyrannosauridákra jellemző koponyaerősítő tulajdonságok révén ezek az állatok a harapáserő tekintetében könnyedén felülmúlták a nem tyrannosaurida theropodákat. A felső állcsont (maxilla) hegye U alakú (míg a legtöbb nem tyrannosaurida húsevőé V alakot formáz), ami növelte az áldozatból egyetlen harapással kitéphető szövetek és csontok mennyiségét, bár emiatt az elülső fogakat érő nyomás is megnövekedett.
A Tyrannosaurus fogazatánál alaki eltérés (heterodontia) figyelhető meg. A felső állcsont elülső részén levő premaxilláris fogak egymáshoz közel helyezkednek el, hátrafelé hajlanak, keresztmetszetük D alakú, hátsó felületük recés, hegyük metszőfog-szerű (véső alakú pengében végződik). A hátrafelé hajló D alak és a hátsó recék növelték annak kockázatát, hogy a harapáskor a fogak beakadnak és eltörnek. A további fogak szilárdak, inkább banán alakúak, mint tőrszerűek, egymástól távolabb helyezkednek el, de ugyanúgy recézettek. A felső állcsontban levő fogak nagyobbak az alsóban levőknél, kivéve az alsó fogsor hátsó fogait. Az eddig talált legnagyobb fog, az egykori gyökerét is beleszámítva körülbelül 30,5 centiméteres, és a legnagyobbnak számít az összes húsevő dinoszaurusz között. A nagy harapásnyomok, melyeket más dinoszauruszok maradványain találtak, jelzik, hogy a fogak képesek voltak áthatolni az erős csontozaton is. Gyakran találnak kopott vagy törött fogakat is, de ezek nem okoztak komoly hátrányt, ugyanis az emlősökkel ellentétben a tyrannosauridák fogazata folyamatosan cserélődött az állat élete során. Emiatt a fogazat mindig különböző méretű fogakból állt, mert a fogváltás folyamatos volt, egyes fogak fiatalabbak és kisebbek, mások öregebbek és nagyobbak voltak.

## Osztályozás
A Tyrannosaurus a Tyrannosauroidea öregcsaládban található Tyrannosauridae család Tyrannosaurinae alcsaládjának típusneme; az őslénykutatók viszonyítási alapként használják annak eldöntésére, hogy egy faj ebbe a csoportba tartozik-e. A Tyrannosaurinae alcsaládba tartozik az észak-amerikai Daspletosaurus és az ázsiai Tarbosaurus, melyeket alkalmanként a Tyrannosaurus szinonimájaként említenek. A tyrannosauridákat korábban az olyan nagy theropodacsoportok leszármazottainak tekintették, mint a spinosauroideák és a carnosaurusok, később azonban egy kisebb csoportba, a coelurosaurusok közé sorolták be őket.

1955-ben a szovjet őslénykutató, Jevgenyij Malejev, Mongóliában felfedezett egy új fajt, melynek a Tyrannosaurus bataar nevet adta. 1965-ben a fajt átnevezték Tarbosaurus bataarra. Ennek ellenére több filogenetikus elemzés alapján a Tarbosaurus bataar a Tyrannosaurus rex testvércsoportja, és gyakran a Tyrannosaurus ázsiai fajának tekintik. A Tarbosaurus bataar koponyája a legújabb elemzések szerint jóval keskenyebb volt, mint a Tyrannosaurus rexé, és a harapás során a koponyán belüli nyomáseloszlás nagyon eltérő lehetett, inkább egy másik ázsiai tyrannosauridáéhoz, az Alioramuséhoz állt közel. Az Alioramus a kladisztikus analízise alapján nem a Tyrannosaurus, hanem a Tarbosaurus testvértaxonja, amiből az következik, hogy a Tarbosaurus és a Tyrannosaurus elkülönülnek egymástól.
A Tyrannosaurus rex mellett olyan tyrannosauridák fosszíliáit is megtalálták, mint az Aublysodon és az Albertosaurus megagracilis, melyet 1995-ben átneveztek Dinotyrannus megagracilisre. Azonban ezeket a leleteket a későbbiekben a Tyrannosaurus fiatal egyedeinek kezdték tekinteni. Feltehetően kivételt képez egy kisebb, 60 centiméter hosszú, csaknem teljes koponya, amit Montanában találtak. A koponyát 1946-ban Charles W. Gilmore a Gorgosaurus egyik fajaként (G. lancensis néven) azonosította, de később a Nanotyrannus nevű új nembe sorolták be. A vélemények megosztottak maradtak az N. lancensis érvényességével kapcsolatban. Számos őslénykutató szerint a koponya egy fiatal T. rexé. A két faj közti kisebb különbségek, mint például az, hogy az N. lancensisnek több foga volt, a tudósok egy részét arra késztették, hogy a helyzet tisztázásához vezető újabb vizsgálatokig vagy felfedezésekig a két leletet külön nembe sorolják be.

### Manospondylus

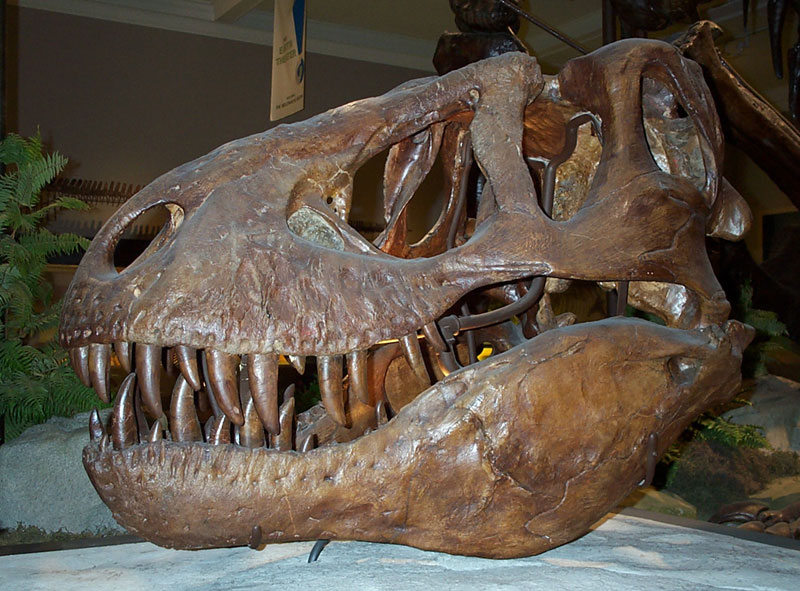
A Tyrannosaurus rex mintapéldánya a Carnegie Természetrajzi Múzeumban (Carnegie Museum of Natural History). Nagy mértékű, pontatlan rekonstrukciót végeztek rajta egy Allosaurus koponyája alapján, de később helyrehozták

Az első Tyrannosaurus rex-nek tulajdonított leletet, két csigolyatöredéket (melyek közül az egyik elveszett), Edward Drinker Cope találta 1892-ben, és Manospondylus gigas néven írta le. 1917-ben Osborn felismerte a hasonlóságot az M. gigas és a T. rex között, de a Manospondylus lelet töredékes volta miatt a kettejük rokoni kapcsolatát nem tudta egyértelművé tenni.
2000 júniusában, a Black Hills Institute felkereste az M. gigas dél-dakotai lelőhelyét, és újabb Tyrannosaurus csontokat talált. Úgy ítélték meg, hogy ezek a kövületek ugyanahhoz az egyedhez tartoznak, és T. rex-ként azonosították őket. Az állatok tudományos elnevezéséhez használt Zoológiai Nevezéktan Nemzetközi Kódexe (ICZN) szerint a Manospondylus gigas elsőbbséget élvez a Tyrannosaurus rex-hez képest, mivel korábbról származik. Azonban az ICZN negyedik kiadása, amely 2000. január 1-je óta van érvényben, azt állítja, hogy „az elterjedt névhasználatot fent kell tartani” mikor „a régi szinonima vagy homonima 1899 óta érvényes névként nincs használatban” és „az új szinonimát vagy homonimát egy bizonyos taxonra vonatkozóan érvényesnek tekintik, és legalább 10 szerzőtől származó, legalább 25 mű használta az elmúlt 50 évben…”. E feltételek alapján a Tyrannosaurus rex érvényes névnek tekinthető, és az ICZN alapján (nomen protectum-ként) védettséget élvezne, amennyiben változtatni kívánnának rajta. A Manospondylus gigas elfelejtett névnek (nomen oblitum-nak) tekinthető.

## Ősbiológia

### Élettörténet
| Tömeg (kg) Kor (év) 6000 5000 4000 3000 2000 1000 5 10 15 20 25 30 Tyrannosaurus Daspletosaurus Gorgosaurus Albertosaurus |
| Négy tyrannosaurida elméleti növekedési görbéje Erickson (és szerzőtársai) 2004-es műve alapján.                          |

A tény, hogy számos egyedet fiatal Tyrannosaurus rexként azonosítottak, lehetővé tette a tudósok számára, hogy dokumentálják a faj egyedfejlődési változásait és megbecsüljék az élettartamát, valamint meghatározzák az egyedek fejlődésének ütemét. A legkisebb ismert egyed (a Los Angeles Megyei Természetrajzi Múzeum LACMH 28471-es számú lelete, az úgynevezett „Jordan-theropoda”) becsült tömege 30 kilogramm, míg a legnagyobb (a Field Természetrajzi Múzeumban levő PR2081-es számú lelet, más néven „Sue”) 5650 kilogramm. Az LACM 28471 csontjain végzett hisztológiai elemzés alapján az állat 2 évet élt, míg „Sue” becsült kora 28 év, ami feltehetőleg közel áll a faj maximális élettartamához, bár a „Sue” alsó állkapcsán található lyukak élettel összeegyeztethetetlen fertőzésre utalnak, így az öregségi végelgyengülés nála se valószínű.
A hisztológiai elemzés lehetővé teszi más példányok életkorának meghatározását is. A különböző korú állatok tömegének grafikonon való ábrázolásával megrajzolható a tömeg növekedését jelző görbe. A T. rex S alakú növekedési görbéje szerint a 14 év alatti egyedek tömege 1800 kilogramm alatt maradt, az ennél idősebbek viszont drámai növekedésbe kezdtek. A gyors növekedési fázisban a fiatal T. rex évente körülbelül 600 kilogrammal gyarapodott négy éven át. A 18. évnél a görbe újra ellaposodik, ami a növekedés hirtelen lassulását jelzi. A 28 éves „Sue” mindössze 600 kilogrammal nehezebb egy 22 éves egyednél, amely a kanadai Royal Tyrrel Őslénytani Múzeum (Royal Tyrrell Museum of Palaeontology) gyűjteményében található, 81.12.1-es jelzéssel. Egy másik, újabb keletű hisztológiai tanulmány is alátámasztja ezeket az eredményeket, jelezve a 16. életév környékén lelassuló gyors tömegnövekedést. A növekedés mértékében történő hirtelen változás talán a fizikai érettséget jelzi. Ezt az elméletet egy 16–20 év közötti montanai lelet (a Museum of the Rockiesban őrzött 1125-ös számú, úgynevezett „B-rex”) kapcsán állították fel, melynek combcsontjában medulláris szövetmaradványokat fedeztek fel. A medulláris szövet a nőstény madarakban csak költés idején található meg, ami arra utal, hogy a „B-rex” ivarérett lehetett. Egy tanulmány szerint az állat 18 éves lehetett. Más tyrannosauridáknál rendkívül hasonló növekedési görbéket állítottak fel, bár ezeknél a növekedési arány a kisebb felnőttkori mérethez igazodva alacsonyabb.
Az ismert T. rex példányok több mint fele hat évvel a nemi érettség elérése után pusztult el, ebben hasonlítanak más tyrannosauridákra, valamint a ma élő hosszú élettartamú madarakra és emlősökre. Ezeket a fajokat magas fiókakori halandóság és aránylag alacsony fiatalkori elhullási arány jellemzi. A pusztulás mértéke ismét növekszik a nemi érettség elérését követően, ami részben a reprodukciós folyamat nehézségeire utal. Egy tanulmány szerint a fiatal T. rex fosszíliák kis számát az alacsony fiatalkori halandóság okozza; mivel ezek az állatok ritkán pusztultak el, kevés a fosszilizálódott példány. Habár a leletek hiányát a fosszilis rekord tökéletlensége is eredményezheti, az a tény is közrejátszhat, hogy a fosszíliagyűjtők inkább a nagyobb, látványosabb egyedeket keresik.

### Nemi kétalakúság

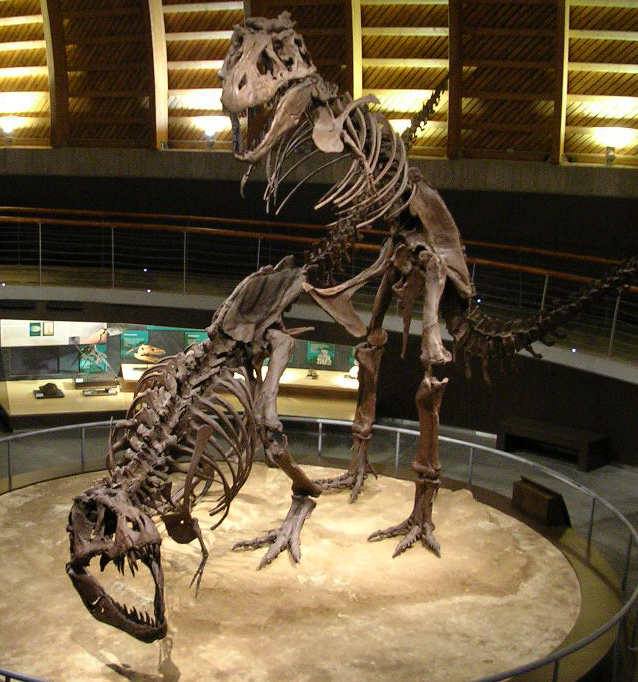
Párzási helyzetben felállított Tyrannosaurus csontvázak, a Jurassic Museum of Asturiesben

A leletek számának növekedésével a tudósok elemezni kezdték az egyedek közti különbségeket, és felfedezték, hogy két különböző testalkat vagy alak létezik, ahogy az más theropoda fajoknál is megfigyelhető. Egyikük a szilárdabb felépítésű, avagy robusztus alak, míg a másik az úgynevezett gracilis, amely karcsú, vékony. Számos morfológiai különbség található a két alak között, melyeken a nemi kétalakúság kapcsán elemzést végezve rendszerint azt állapítják meg, hogy a robusztus alak a nőstényé. A csípő például több robusztus egyednél szélesebbnek tűnik, feltehetően azért, hogy lehetővé tegye a tojásrakást. Emellett a robusztus alakúakra jellemző az első farokcsigolyánál levő tövisnyúlvány megkisebbedése, ami az elképzelés szerint a tojások szaporodási rendszerből való kijutásának megkönnyítésére szolgált, és amiről korábban a krokodilok esetében tévesen számoltak be.
A későbbi vizsgálatok meggyengítették a nemi kétalakúságra vonatkozó bizonyítékokat. Egy 2005-ös tanulmány szerint a krokodilok tövisnyúlvány anatómiája téves volt, így kétséges hogy létezhetett-e hasonló a T. rex nemek esetében. „Sue” első farokcsigolyáján is teljes méretű tövisnyúlvány található, pedig rendkívül robusztus egyed volt, ami azt jelzi, hogy ez a tulajdonság nem használható a nemek közti különbségtételre. A Saskatchewantól Új-Mexikóig terjedő területen talált egyedek vizsgálata azt jelzi, hogy ez a sajátosság inkább földrajzi, mintsem nemi kétalakúságra utal. A tulajdonság megjelenése függhet az életkortól is, ez esetben a robusztus példányok talán idősebb állatok lehettek.
Csupán egyetlen T. rex egyednél tűnik egyértelműen meghatározhatónak a nemi hovatartozás. A vizsgálatok során a „B-rex” több csontjában lágy szövetek maradványait találták meg. E maradványokat medulláris szövetekként azonosították, ami napjainkban a madaraknál a tojáshéj létrehozásához szükséges kalcium megtermelésére szolgál, a költési időszakban. Mivel csak a nőstény madarak raknak tojásokat, természetes módon a medulláris szövet is csak a nőstények csontjaiban található meg, de ha a hímek szervezetébe női szaporodási hormonokat, például ösztrogént juttatnak, akkor képessé válnak ugyanilyen szövet termelésére. Ez alapján erősen valószínű, hogy a „B-rex” nőstény volt és a tojásrakási időszakban pusztult el. Egy újabb kutatás során megállapították, hogy a medulláris szövet nem található meg a krokodilokban, melyekről úgy tartják, hogy a madarak mellett a dinoszauruszok legközelebbi élő rokonai. A medulláris szövet közös jelenléte a madaraknál és a theropoda dinoszauruszoknál további bizonyítékként szolgál a kettejük közti közeli evolúciós kapcsolatra.

### Testtartás

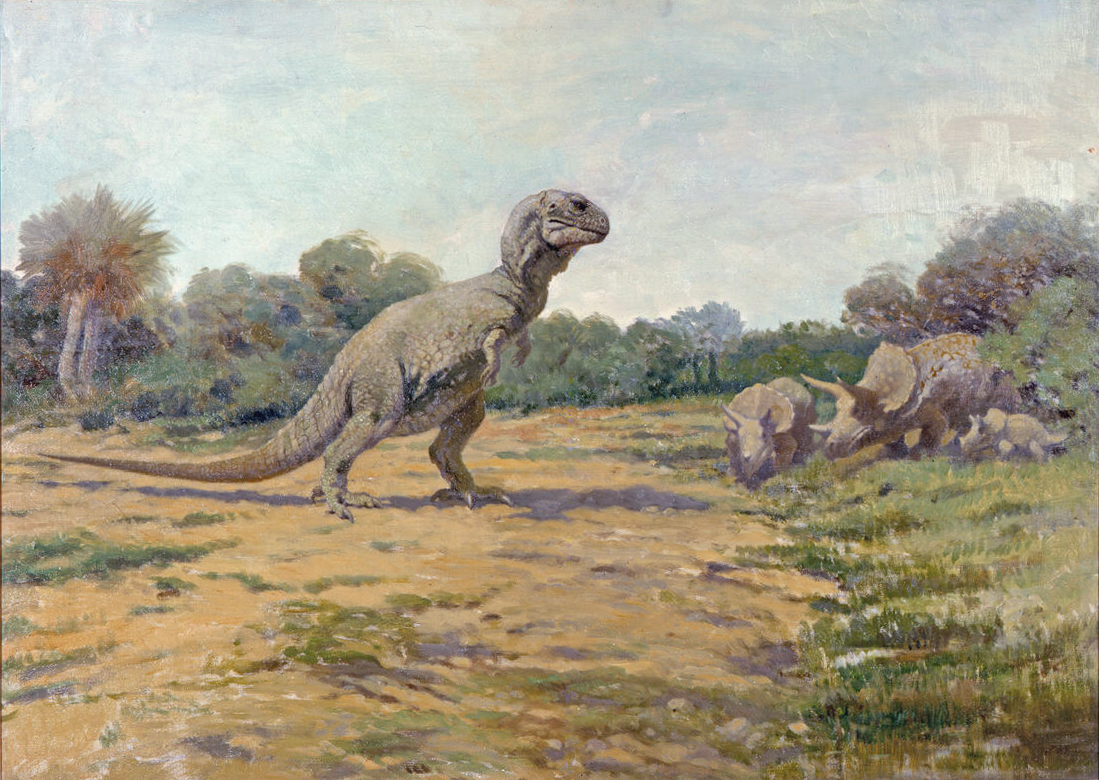
A „háromlábú” pózt ábrázoló elavult rekonstrukció (készítette: Charles R. Knight)

Sok más két lábon járó dinoszauruszhoz hasonlóan a Tyrannosaurus rexet eredetileg a kenguruéhoz hasonló, „háromlábú” pozícióban ábrázolták, a függőlegestől 45 fokban vagy annál kisebb szögben megdőlt testtel és a földön húzott farokkal. Ez az elképzelés Joseph Leidy 1865-ben készült rekonstrukciójával látott napvilágot, amely elsőként ábrázolt egy dinoszauruszt (egy Hadrosaurust), ebben a pozícióban. Henry Fairfield Osborn, a New York-i Amerikai Természetrajzi Múzeum (American Museum of Natural History) egykori vezetője úgy hitte, hogy a lény felegyenesedve állt, és ezt az elképzelést 1915-ben megerősítette az első teljes csontváz felfedezése. A lelet nagyjából egy évszázadon át ebben a felegyenesedett helyzetben maradt, mígnem 1992-ben szétszedték. 1970-ben a tudósok felismerték, hogy ez a póz helytelen, mivel egy élő állat képtelen lett volna fenntartani, ugyanis az ízületek kificamodásához vagy meggyengüléséhez vezetett volna, például a csípő vagy a fej és a gerincoszlop esetében. A pontatlanul összeállított és kiállított lelet számos film és festmény készítéséhez adott ötletet (mint például Rudolph F. Zallinger The Age of Reptiles (A hüllők kora) című freskója, amely a Yale Egyetemen levő Peabody Természetrajzi Múzeumban (Peabody Museum of Natural History) található) egészen az 1990-es évekig, mikor a Jurassic Park bemutatott a nyilvánosságnak egy sokkal pontosabb testhelyzetet. A múzeumokban, a műalkotásokon és a filmekben látható modern reprezentációk a Tyrannosaurust nagyjából a talajjal párhuzamos testtel és a fejet kiegyensúlyozó, a test mögött tartott farokkal ábrázolják.

### Mellső végtagok

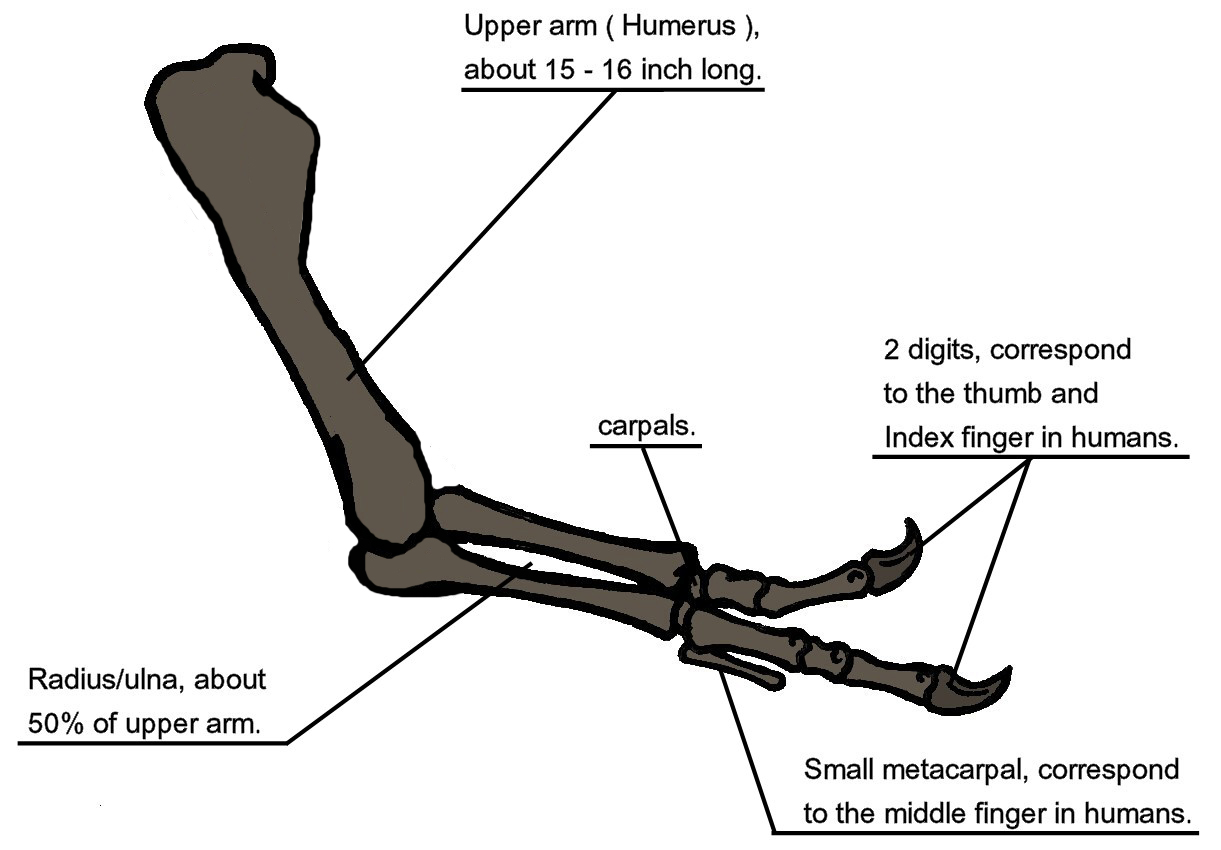
A T. rex karjának anatómiája (balról jobbra: az ember I-es és II-es ujjainak megfelelő ujjak, a III. ujj maradványa, a felkarcsont 50%-át elérő orsócsont és singcsont, a 30,5–40,5 centiméter hosszú felkarcsont)

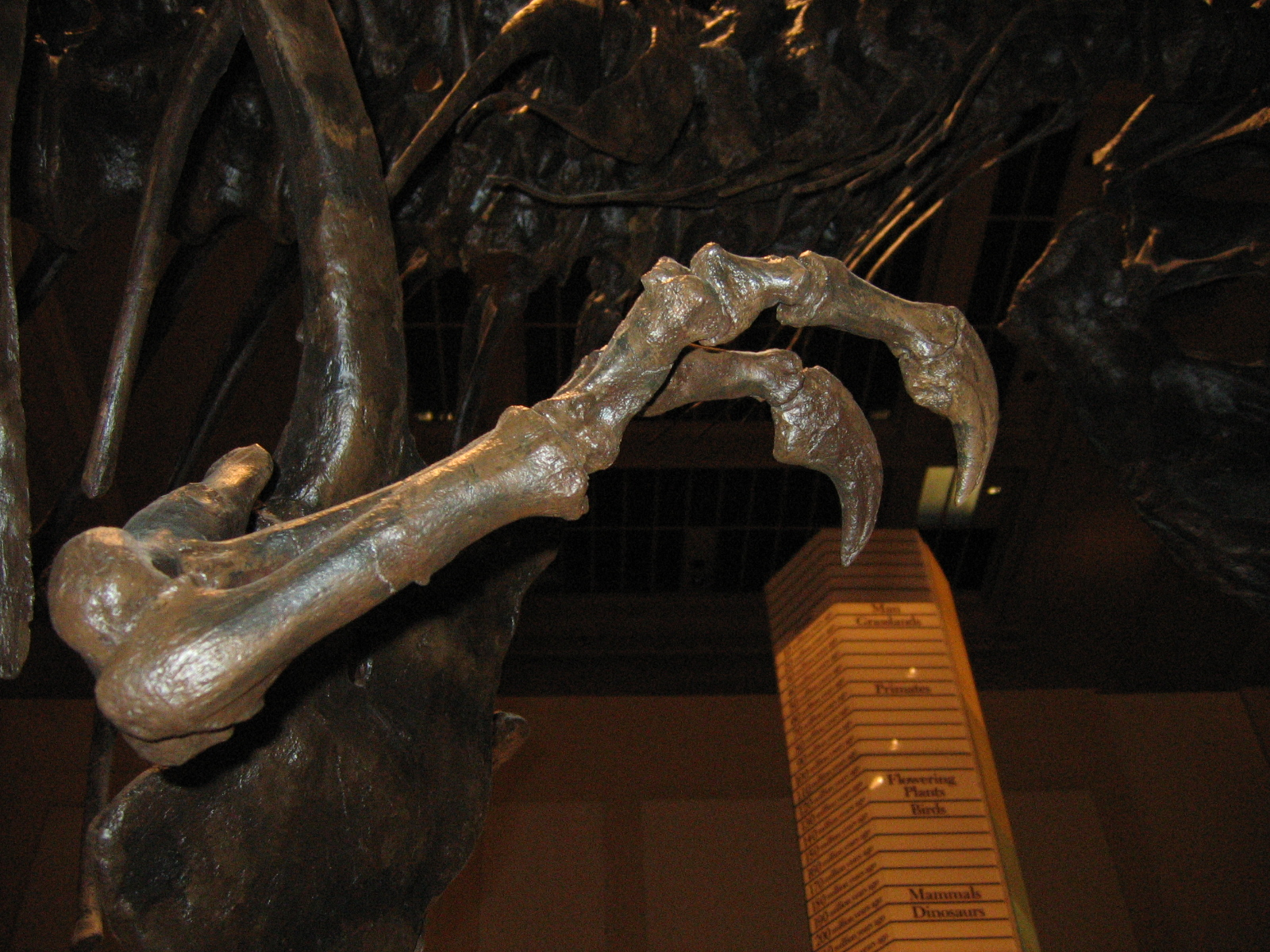
Közelkép a washingtoni Nemzeti Természetrajzi Múzeum (National Museum of Natural History) példányának karjáról

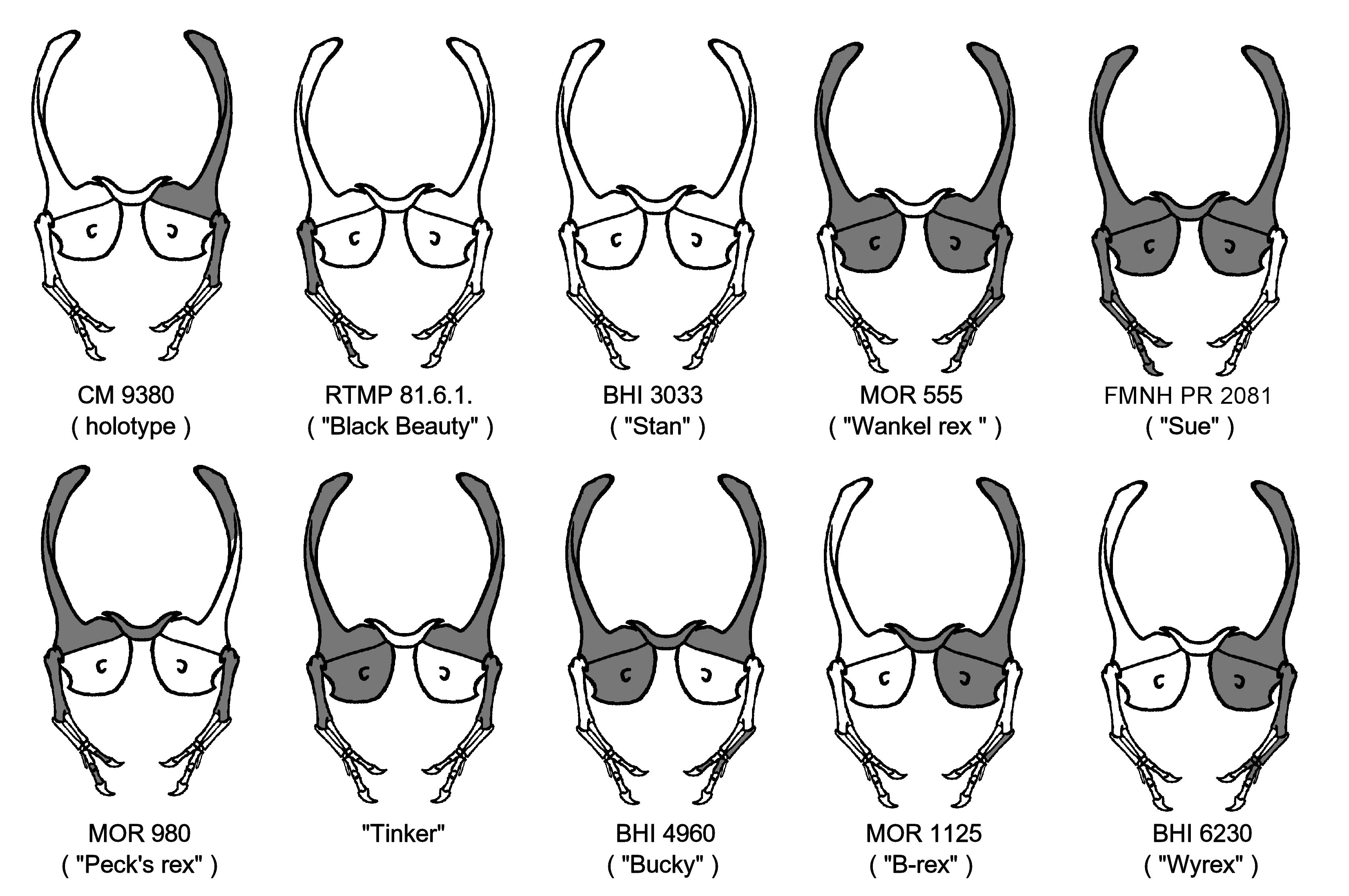
A Tyrannosaurus különböző példányaival együtt előkerült mellső láb darabok

Az első Tyrannosaurus rex leletnél a mellső végtagból csak a felkarcsontot találták meg. 1915-ben, mikor a csontvázat először mutatták be a nyilvánosság előtt, Osborn a mellső lábakat hosszú, három ujjú, az Allosauruséhoz hasonló végtagokkal pótolta. Azonban egy évvel korábban, Lawrence Lambe leírást készített a Tyranosaurusszal közeli rokonságban álló Gorgosaurusról, melynek rövid kétujjú mellső lábai voltak. Ez a felfedezés valószínűsítette, hogy a T. rex hiányzó végtagjai hasonlóak lehettek, de az elméletet csak az első teljes csontváz, a MOR 555 jelzésű, úgynevezett „Wankel-rex” megtalálása igazolta, 1989-ben. „Sue” maradványai közt is rábukkantak a testmérethez képest nagyon apró, mindössze 1 méter hosszúságú mellső végtagokra. Ezek a testrészek a méretük ellenére nem voltak elcsökevényesedve, a nagy izomtapadási felületek arról tanúskodnak, hogy meglehetősen erősek lehettek. Osborn 1906-os feltételezése alapján a mellső lábakat a párosodás során fogókarként használták. Az is elképzelhető, hogy az állat a mellső lábai segítségével állt fel hason fekvő helyzetből, vagy talán ezeket használta arra, hogy a szájába juttassa a zsákmányt (ezt az elméletet biomechanikai elemzés támasztja alá).
A végtag csontjai rendkívül vastag, tömör csontok, ami arra utal, hogy igen nehéz terhet is elbírtak. Egy kifejlett Tyrannosaurus rex bicepsze képes lehetett 199 kilogramm felemelésére; de más izmok (például a felkari izom) együttes használatával ennél nagyobb erőt is kifejthetett. A mellső végtagok mozgása meglehetősen korlátozott volt, a váll és a könyök ízületek egyenként csak 40–45 fokos elmozdulást tettek lehetővé. Ezzel ellentétben például a Deinonychus hasonló ízületei 88 és 130 fokban voltak mozgathatók, míg az ember karjai a vállnál 360, a könyöknél pedig 165 fokkal fordíthatók el. A nehéz csontozat és a különösen erős izomzat, valamint a korlátozott mozgási lehetőség arra enged következtetni, hogy ezek a végtagok a vergődő préda lefogását szolgálták.

### Lágy szövetek
2005 márciusában a Science című folyóiratban a North Carolina State University kutatója, Mary Higby Schweitzer és kollégái arról számoltak be, hogy lágy szövetmaradványokra bukkantak egy 68 millió éves Tyrannosaurus fosszilizálódott lábcsontjának velőüregében. A csontot a szállítás során kénytelenek voltak eltörni, de nem a szokványos módon tárolták, mert Schweitzer azt remélte, hogy lágy szövetekkel kapcsolatos vizsgálatot végezhet rajta. A Museum of the Rockies 1125-ös (avagy MOR 1125-ös jelzésű) példányának maradványai, melyek a Hell Creek-i formációból kerültek elő, rugalmas kettéágazó véredényeket és rostos, de rugalmas csontmátrixszövetet, továbbá a mátrixon és a véredényeken belül vérsejteknek tűnő mikrostruktúrákat tartalmaztak. A struktúrák a struccok vérsejtjeire és véredényeire emlékeztettek. A kutatók nem tudták pontosan, hogy egy ismeretlen, a normál fosszilizációtól eltérő folyamat őrizte meg az anyagot, vagy maga az anyag az eredeti formájában maradt meg, ezért nem nyilatkoztak a konzerválódás módjáról. Ha úgy találják, hogy az anyag eredeti, akkor az esetleg benne megmaradt fehérjéket felhasználhatják arra, hogy indirekt módon próbáljanak következtetni a dinoszaurusz DNS-ének tartalmára, ugyanis minden egyes fehérjét egy adott gén állít elő. Mivel korábban nem fordult elő hasonló eset, a tudósok egy része képtelenségnek tartotta, hogy a szövetek megmaradhattak, így nem is foglalkoztak a lelettel. Időközben azonban két további Tyrannosaurus és egy hadrosaurida szövetszerű struktúrákat tartalmazó maradványai is előkerültek. A szövetek egy részén elvégzett vizsgálatokból azt a következtetést vonták le, hogy a Tyrannosaurus sokkal közelebbi rokonságban áll a madarakkal, mint bármely más ma élő állat.
A Science 2007. áprilisi számában megjelent tanulmányban John M. Asara és kollégái úgy összegezték a tapasztalataikat, hogy a megtisztított T. rex csontokban hét kollagén fehérjemaradványt találtak, melyek leginkább a csirkéknél ismert fehérjékhez állnak legközelebb, de nagyon hasonlítanak azokra is, amelyek a békáknál és a szalamandraféléknél találhatók. Az olyan leletek, mint a több tíz millió éves fehérjéket tartalmazó Tyrannosaurus csontok, vagy egy hasonló maradványokat tartalmazó, legalább 160 000 ezeréves masztodon, felforgatják a fosszíliákkal kapcsolatos korábbi nézeteket, és arra késztetik az őslénykutatókat, hogy a csontvadászat helyett a biokémiára összpontosítsanak. Mielőtt ezek a leletek előkerültek volna, a tudósok úgy vélték, hogy a fosszilizáció során valamennyi élő szövet élettelen ásványokra cserélődik. A montreáli McGill University őslénykutatója, Hans Larsson ugyan nem vett részt a kutatásokban, de a leleteket mérföldkőnek nevezte, és kijelentette, hogy a dinoszauruszok „beléphetnének a molekuláris biológia mezejére, és valósággal becsúzlizhatnák az őslénytant a modern világba”.
A 2008 áprilisában végzett újabb kutatások igazolták a közeli kapcsolatot a T. rex és a modern madarak között. Chris Organ a Harvard Egyetem posztdoktorális kutató biológusa bejelentette, hogy „Több adat birtokában talán el fogják tudni helyezni a T. rexet az aligátorokat, a csirkéket és a struccokat összekötő evolúciós fán”. Asara hozzátette, hogy „Megmutatjuk azt is, hogy közelebb áll a madarakhoz az olyan modern hüllőknél, mint az aligátorok és a zöld anoliszok”.
2008-ban Thomas Kaye és a Washingtoni Egyetemen dolgozó szerzőtársai vitatni kezdték a feltételezett lágy szövet mibenlétét. Azt állították, hogy a csontban valójában egy nyálkás biofilmréteg helyezkedett el, amit a vérerek és sejtek helyén kialakult üregekben élő baktériumok hoztak létre. A kutatók úgy találták, hogy a vas jelenléte miatt korábban vérsejtmaradványokként azonosított részek valójában vastartalmú mikroszkopikus ásványi gömbök, úgynevezett framboidok voltak. Más, különböző időszakokból származó fosszíliákban, többek között egy ammoniteszben is fedeztek fel hasonló gömböket. Az ammoniteszben talált gömbökben levő vas nem állhat kapcsolatban a vérrel. Schweitzer határozottan bírálta Kaye állításait, és azzal érvelt, hogy nincsenek olyan bizonyítékok, amelyek szerint a biofilm képes előállítani olyan elágazó, üreges csatornákat, mint amilyenek a tanulmányában láthatóak. San Antonio, Schweitzer és munkatársai 2011-ben elemzést tettek közzé arról, hogy a kollagén mely részeit sikerült kinyerni, és megállapították, hogy a kollagén tekercs belső részei maradtak fenn, mint ahogy az várható a hosszan tartó fehérje degradációtól. Más kutatások megkérdőjelezik a lágyrész biofilmként való azonosítását, és megerősítik az elágazó, érszerű struktúrák megtalálását a megkövesedett csonton belül.

### Bőr és tollak
2004-ben a Nature című tudományos folyóiratban megjelent egy beszámoló egy korai tyrannosauridáról, a Dilong paradoxusról, melynek maradványai a híres kínai Yixian-formációból (Jihszien) kerültek elő, sok más theropodáé mellett. A fosszilizálódott csontvázat rostos anyag borította, amit a kutatók a tollak előfutárának véltek. Azt is feltételezték, hogy a Tyrannosaurus és a vele közeli rokonságban álló tyrannosauridák szintén tollasak lehettek. Ennek ellenére a felnőtt tyrannosauridáktól származó bőrlenyomatoknál kavicsszerű pikkelyek figyelhetők meg. Bár lehetséges, hogy a testük egy részét kezdetleges tollak (úgynevezett prototollak) borították, és azok nem őrződtek meg. Ugyanakkor a hőszigetelés hiánya egyezést mutat az olyan ma élő több tonnás emlősökkel, mint az elefántfélék, a vízilófélék és az orrszarvúfélék. Ugyanis ahogy egy tárgy mérete növekszik, egyre több hőt képes megtartani amiatt, hogy csökken a testfelület–tömeg aránya. Mivel a nagy testű állatok meleg éghajlaton fejlődtek ki, illetve terjedtek el, a szőrzet vagy a tollazat elvesztette azt a természetes kiválasztódásban jelentett előnyt, amit a hőszigetelés biztosításával nyújtott, és idővel hátránnyá vált, ugyanis a szigetelés miatt a testből nem tud távozni a hő, amitől az állat túlhevülhet. A prototollak másodlagosan is elveszhettek az olyan nagy tyrannosauridák fejlődése során, mint a Tyrannosaurus, különösen a kréta időszaki meleg éghajlaton.

### Hőszabályozás
A Tyrannosaurust, mint a legtöbb dinoszauruszt, sokáig ektoterm anyagcseréjű (azaz hideg vérű) hüllőnek tartották. Robert T. Bakker, John Ostrom és más tudósok azonban az 1960-as évek végén kezdődő „Dinoszaurusz reneszánsz” elején megpróbálták megingatni ezt a nézetet. Azt állították, hogy a Tyrannosaurus rex nagyon aktív életet élt, és így endotermnek (azaz melegvérűnek) kellett lennie. Korábban számos őslénykutató próbált rájönni arra, hogyan volt képes a Tyrannosaurus a testhőmérsékletének szabályozására. A hisztológiai bizonyíték a fiatal T. rex magas növekedési arányára, egybevetve az emlősök és a madarak adataival, a gyors anyagcsere elméletét támogatja. A növekedési görbék azt jelzik, hogy a T. rex növekedése nagyrészt a kifejletlen állatokra korlátozódott, az emlősökhöz és a madarakhoz hasonlóan, szemben a többi gerincesnél tapasztalható meghatározatlan növekedéssel.
A fosszilizált csontokban levő oxigénizotópok aránya segítségével meghatározható, hogy hány fokos volt a csont hőmérséklete az üledékbe merüléskor, mivel az izotóp arány és a hőmérséklet között összefüggés áll fenn. A csontok és a test egyéb részei közti izotóp arányok segítségével meghatározható hőmérséklet mindössze 4–5 °C-szal tér el a csigolya és a sípcsont esetében. A test középső és külső részei közti kis hőmérséklet-eltérés Reese Barrick őslénykutató és William Showers geokémikus szerint azt jelzi, hogy a T. rex állandó belső hőmérsékletet tartott fenn, ami az ektoterm hüllők és az endoterm emlősök közti anyagcserét eredményezett. Más tudósok rámutattak, hogy az oxigénizotópok mai aránya nem feltétlenül egyezik meg a múltbeli állapottal, az ugyanis megváltozhatott a fosszilizáció (a diagenezis) alatt vagy azután. Barrick és Showers megvédték állításaikat a későbbiekben megjelent cikkekben, ugyanis hasonlóságokat találtak egy más kontinensen felfedezett, több tíz millió évvel korábbról származó theropoda dinoszaurusznál (egy Giganotosaurusnál). Emellett a madármedencéjű dinoszauruszok is a homeotermia (melegvérűség) jelét mutatják, míg az ugyanarról a területről származó varánuszfélék nem. Habár a Tyrannosaurus rex bizonyítékkal szolgál a homeotermiára, ez nem feltétlenül jelenti azt, hogy endoterm volt. A hőszabályzás magyarázható gigantotermiával is, ami a ma élő tengeriteknős-félék között is előfordul.

### Lábnyomok

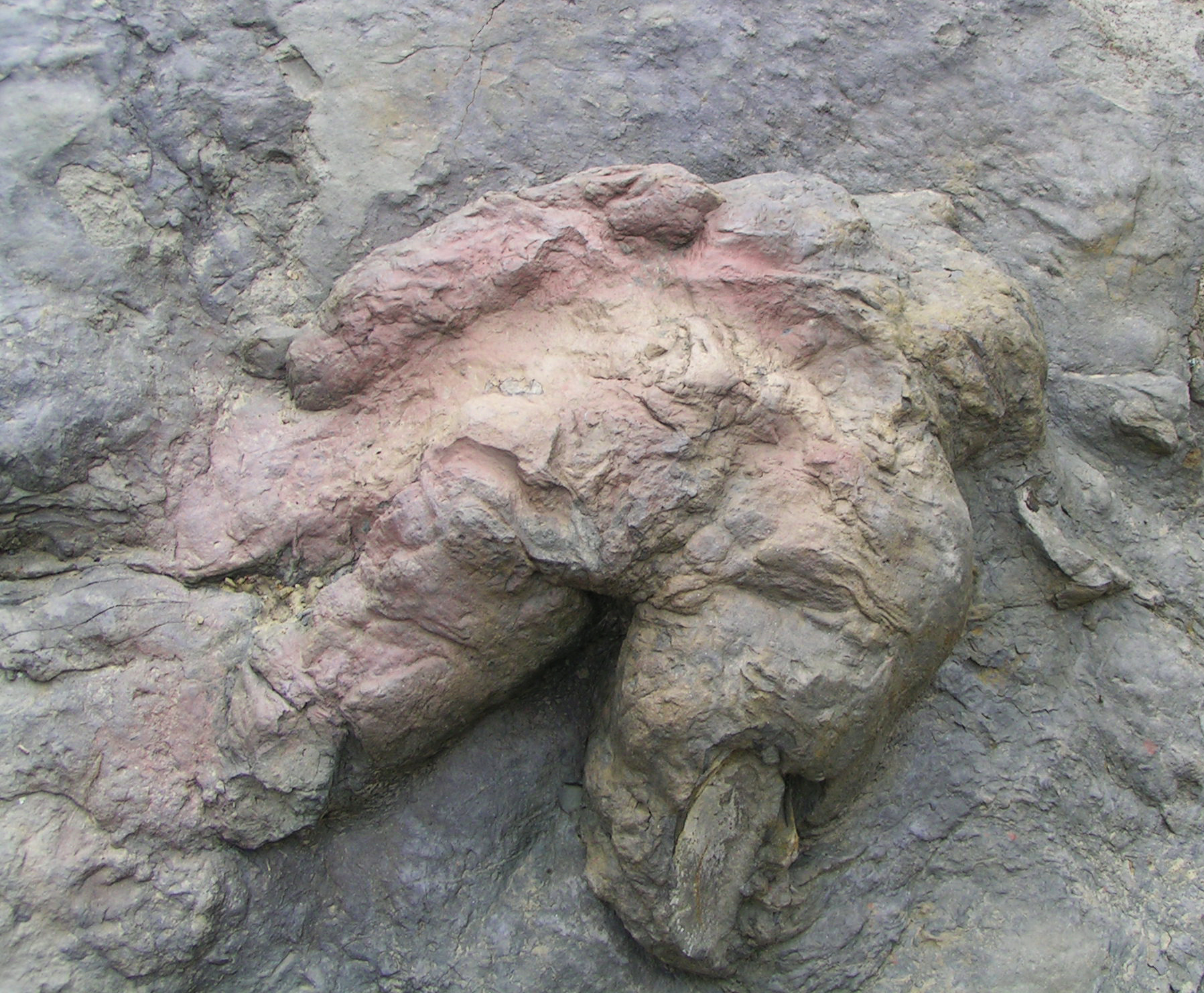
Feltételezett Tyrannosaurus rex lábnyom, ami Új-Mexikó államból került elő

Két elszigetelt fosszilizálódott lábnyomot ideiglenesen a Tyrannosaurus rex nyomaiként azonosítottak. Az elsőt egy amerikai geológus, Charles Pillmore fedezte fel az új-mexikói Philmont Scout Ranchen, 1983-ban. Eredetileg azt gondolták róla, hogy egy hadrosauridától származik, de a vizsgálatok során találtak egy nagy „sarkat”, ami ismeretlen az ornithopoda lábnyomoknál. Emellett a leleten felfedezhető egy öregujjra emlékeztető lenyomat, ami talán a Tyrannosaurus negyedik lábujjától ered. 1994-ben Martin Lockley és Adrian Hunt a lábnyomot Tyrannosauripus pillmorei néven, ichnogenusként publikálta. Lockley és Hunt azt feltételezték, hogy a nyom a Tyrannosaurus rexé, melytől korábban nem került elő hasonló lelet. A 83 centiméter hosszú és 71 centiméter széles nyom egy egykor növényzettel benőtt sáros, vizenyős területről származik.
2007-ben a brit őslénykutató, Phil Manning a montanai Hell Creek-formációban egy második fosszíliát talált, ami feltehetően szintén a Tyrannosaurus lábnyoma. 76 centiméter hosszú, azaz valamivel rövidebb Lockley és Hunt leleténél. Habár tisztázatlan, hogy a nyomot a Tyrannosaurus hagyta-e, annyi biztos, hogy jelenleg a Tyrannosaurus mellett csak a Nanotyrannus az egyetlen ismert nagy méretű theropoda, amely a környéken élt. A további kutatások célja a montanai és az új-mexikói leletek összehasonlítása lesz (teljes leírás eddig még nem jelent meg).

### Helyváltoztatás

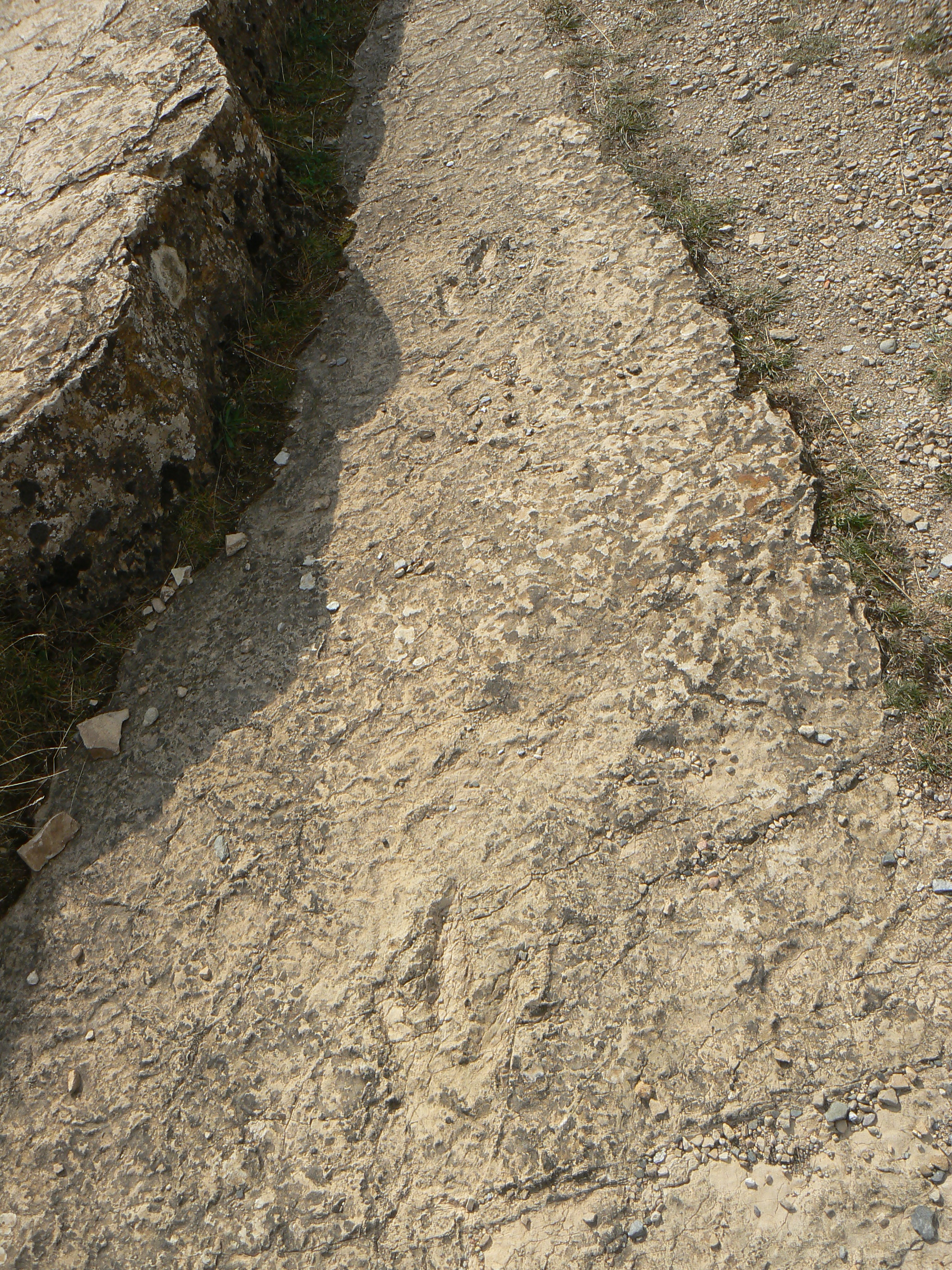
Egy theropoda (a Grallator) lábnyomai. Tyrannosaurustól származó lábnyomsort egyelőre nem találtak, így az állat járásmódját és sebességét illetően csak találgatni lehet

A Tyrannosaurus helyváltoztatási képességét illetően két fő elgondolás létezik: az egyik a fordulékonyságával, a másik pedig az egyenes vonalú maximális sebességével kapcsolatos. Mindkettő fontos a vitát illetően, hogy az állat elsősorban ragadozó vagy dögevő volt-e.
Ha a Tyrannosaurus lassan fordult, akkor talán csak egy-két másodperc alatt tudott egy 45°-os fordulatot megtenni, míg a függőlegesen álló és farokkal nem rendelkező ember, a másodperc tört része alatt is képes megpördülni a tengelye körül. A probléma oka a tehetetlenségi nyomaték, ugyanis a Tyrannosaurus tömegének nagy része kissé távolabb helyezkedett el a súlypontjától (ami ahhoz a helyzethez hasonló, amikor az ember egy nehéz rönköt cipel) – habár az átlagos távolságot csökkenteni tudta a háta és a farka behajlításával, valamint a feje és a mellső lábai testéhez való közelebb húzásával (ahogyan egy műkorcsolyázó is a testéhez húzza a karjait, hogy gyorsabban pörögjön).
A tudósok sok, különböző eredményre vezető sebességbecslést végeztek, melyek többsége alapján a maximális sebesség 11 m/s körül lehetett, míg néhány 5–11 m/s-os, illetve 20 m/s-os sebességet valószínűsített. Az eredmények különféle becslési technikákon alapulnak, mivel sok nagy méretű, sétáló theropodához tartozó csapást találtak, olyat azonban egyet sem, amely futást örökített volna meg, ami talán azt jelzi, hogy ezek az állatok nem futottak. A Tyrannosaurust futásra is képes theropodának vélő tudósok rámutattak, hogy az üreges csontok és egyéb tulajdonságok könnyítették az állat testét, 5 tonna körül tartva a felnőtt egyedek tömegét, valamint, hogy a Tyrannosaurus a struccokéhoz és a lovakéhoz hasonlóan hosszú és rugalmas lábakkal rendelkezett, melyek segítségével lassabb, de hosszabb léptekkel is nagyobb sebességet érhetett el. Azonban vannak, akik vitatják, hogy a Tyrannosaurus a ma élő állatokénál aránylag nagyobb lábizmokkal rendelkezett, amik lehetővé tehették volna számára a gyors (40–70 km/h sebességű) futást.
| combcsont sípcsont lábközép- csontok öregujj lábujj csontok |
| A T. rex jobb lábának csontváza.                            |

1993-ban Jack Horner és Don Lessem kijelentette, hogy a Tyrannosaurus túl lassú volt, és valószínűleg egyáltalán nem volt képes a futásra (azaz a lépések között nem volt levegőben töltött fázis), mivel a combcsont és a sípcsont hosszának aránya nagyobb, mint 1, ahogyan az a legtöbb theropodánál vagy a modern elefántoknál is megfigyelhető. Azonban Holtz (1998-ban) megjegyezte, hogy a tyrannosauridáknál és néhány velük közeli rokonságban álló csoport tagjainál a hátsó láb térd alatti részei (a sípcsont, a lábfej és a lábujjak) a combcsont hosszával arányban állnak, ahogy a legtöbb theropodánál. Emellett a tyrannosauridák és közeli rokonaik egy szorosan beékelődött lábközépcsonttal rendelkeznek, ami a korábbi theropodákéhoz képest hatékonyabban vitte át a mozgatóerőt az alsó lábszár és a talp között (a lábközépcsont a lábfej olyan csontja, amely az ujjonjáró állatoknál a lábszár részét képezi). Véleménye szerint a tyrannosauroideák és közeli rokonaik voltak a leggyorsabb theropodák.
Per Christiansen (1998-as) becslése alapján a Tyrannosaurus lábcsontjai nem voltak sokkal erősebbek az elefánténál, ami relatív módon lekorlátozza a csúcssebességet és megakadályozza a futást (nincs levegőben töltött fázis), így a dinoszaurusz maximális sebessége 11 m/s körül lehetett, ami nagyjából megegyezik egy futó ember sebességével. Viszont megjegyezte, hogy az efféle becslések számos kétséges feltevésen alapulnak.
James O. Farlow és kollégái (1995-ben) kijelentették, hogy egy 5,4–7,3 tonnás Tyrannosaurus súlyos vagy talán végzetes sérülést is elszenvedhetett, ha túl gyors mozgás közben elesett, mivel a felsőtestét 6 g-s lassulás (a földi nehézségi gyorsulás hatszorosa, körülbelül 60 m/s²) érte a talajfogáskor, és a méreteihez képest apró karjai nem lettek volna alkalmasak a becsapódás erejének csökkentésére. Azonban a zsiráfokról ismert, hogy képesek akár 50 km/h-s sebességgel is galoppozni, annak ellenére, hogy ezzel lábtörést vagy ennél súlyosabb sérülést kockáztatnak, ami még egy olyan „biztonságos” környezetben is végzetes lehet, mint egy állatkert. Így elképzelhető, hogy szükség esetén a Tyrannosaurus is gyorsan mozgott, vállalva az ezzel járó veszélyt.
A Tyrannosaurus mozgásával kapcsolatos legújabb vizsgálat szerint a sebesség nem haladhatta meg a 40 km/h-t, azaz a lassú vagy a mérsékelt tempójú futás sebességét. Például egy 2002-es, a Nature-ben megjelent tanulmány egy matematikai modellt használt a gyors (40 km/h feletti) futáshoz szükséges izomtömeg felbecslésére (igazolásképpen három mai élőlény, az aligátor, a házi tyúk és az ember, majd a későbbiekben nyolc további faj, többek között az emu és a strucc adatait vették alapul). Úgy találták, hogy a 40 km/h-s csúcssebesség túllépése kivihetetlen volt, mert túl nagy méretű lábizmokat igényelt volna (nagyjából a teljes testtömeg 40–86%-át). Még a mérsékelten gyors tempóhoz is nagy lábizmokra lett volna szükség. Ez a vita nehezen oldható meg, mivel nem lehet tudni, hogy a Tyrannosaurusnak mekkora lábizmai voltak. Kisebb méretűekkel mindössze 18 km/h körüli sétára/kocogásra lehetett képes.
Egy 2007-es sebességteszt, melyet egyenesen a fosszíliákból vett adatokon alapuló számítógépes modellek felhasználásával készítettek, 8 m/s-os (28,8 km/h-s) csúcssebességet állapított meg. Egy átlagos profi futballjátékos ennél valamivel lassabb, míg egy rövidtávfutó 12 m/s-os (43,2 km/h-s) sebességet is elérhet. Megjegyzendő, hogy ezek a számítógépes modellek 17,8 m/s-os (64 km/h-s) csúcssebességet valószínűsítettek egy 3 kilogrammos Compsognathus esetében (amely feltehetően egy fiatal példány volt).
Egyesek vitatják, hogy a Tyrannosaurus képes lehetett elérni a 17 km/h körüli csúcssebességet, ami még mindig több, mint amennyit legfőbb zsákmányai, a hadrosauridák és a ceratopsiák elérhettek. A ragadozó Tyrannosaurus-elmélet szószólóinak egy része azt állítja, hogy az állat sebessége nem fontos, mert akármilyen lassú is volt, még mindig gyorsabb lehetett, mint a prédája. Vannak, akik azzal érvelnek, hogy a későbbi ceratopsiák elülső lábai egyenesek voltak, így a nagyobb példányok elérhették az orrszarvúk sebességét. A ceratopsia és hadrosaurida fosszíliákon talált begyógyult Tyrannosaurus harapások azt bizonyítják, hogy az állat élő ceratopsiákat is megtámadott (lásd lentebb). Ha ezek a ceratopsiák gyorsak voltak, az kétségbe vonja azt az érvet, hogy a Tyrannosaurusnak nem kellett gyorsnak lennie ahhoz, hogy el tudja ejteni a zsákmányát. Emellett az is elképzelhető, hogy a Tyrannosaurus lesből támadva csapott le gyorsabb áldozataira.
A 2000-es évek végén a Góbi-sivatagban 68 egyed csontvázát tárták fel, ami jelentősen kibővítette az ismereteket.[forrás?] Ezek között mindenféle korú példányok akadtak, így a mozgásvizsgálatot már az egyedfejlődés tükrében is vizsgálni lehet. A fiatal tyrannosaurusok nem a felnőttek kisméretű változatai, hanem testfelépítésükben jelentősen eltérnek azoktól. A változás a hátsó végtagok esetén a legszembetűnőbb. A legfiatalabb példányok lábaiban a lábszárcsont és a lábközépcsontok hosszúak, meghaladják a combcsont méretét. A felnövekvő tyrannosaurusok combcsontjai a többihez képest egyre hosszabbak lettek, végül a sípcsont már nem éri el a lábszárcsont méretének 2/3 részét. Vagyis a fiatalok lábainak arányai a struccokhoz hasonlóak, míg az idősebbeké egyre inkább az elefántokhoz közelítenek, azaz a testtömeg növekedésével az idősebb állatok valószínűleg egyre lassabbak lettek.
A Tyrannosaurus sebességével kapcsolatos viták még távolról sem tekinthetők befejezettnek.

### Táplálkozási stratégiák
A vita arról, hogy a Tyrannosaurus ragadozó vagy dögevő volt-e, egyidős a helyzetváltoztatásáról szóló fejtegetésekkel. 1917-ben Lawrence B. Lambe leírást készített a vele közeli rokonságban álló Gorgosaurus csontvázáról, és azt a következtetést vonta le, hogy a Tyrannosaurus dögevő volt, mert a Gorgosaurus fogain alig volt látható kopás. Ezt az érvet már nem veszik komolyan, mert kiderült, hogy a theropodák fogazata elég gyakran cserélődött. Miután felfedezték az első Tyrannosaurust, a legtöbb tudós egyetértett abban, hogy ragadozó volt, bár a mai nagy ragadozókhoz hasonlóan nyilván szívesen elrabolta mások zsákmányát, illetve megette az elhullott állatok tetemeit. A vadászok és dögevők a mai állatvilágban sem különülnek el élesen, minden vadászó húsevő megeszi a dögöt is.
Jelenleg a neves hadrosaurida-szakértő, Jack Horner a fő szószólója annak az elméletnek, ami szerint a Tyrannosaurus kizárólag dögevő volt és sosem vadászott. Horner számos érvet hozott fel a dögevő hipotézis alátámasztására:

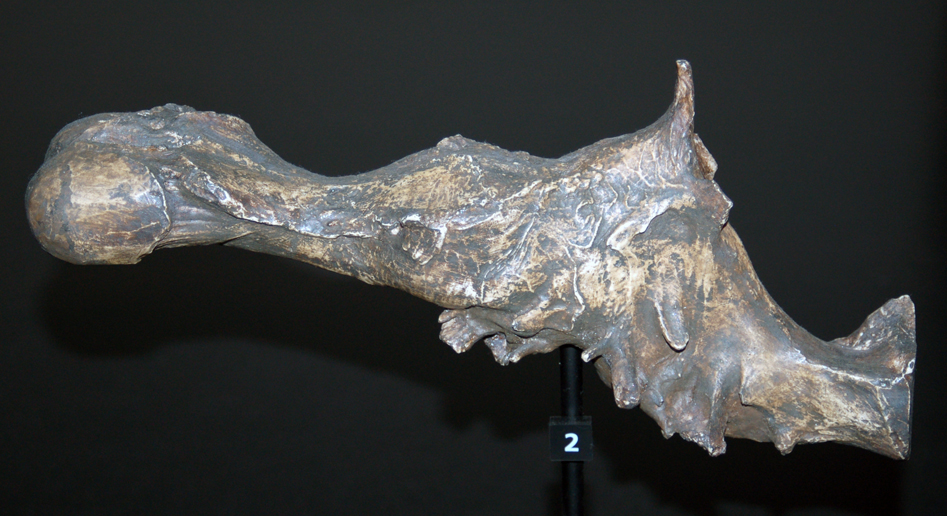
A Tyrannosaurus rex agyának lenyomata a Sydney-i Australian Museumban

- A Tyrannosaurus karjai rövidek a többi ismert ragadozóéhoz viszonyítva. Horner kijelentette, hogy a karok túl rövidek voltak ahhoz, hogy annyi erőt fejtsenek ki, amennyi a zsákmány megtartásához szükséges.[101]
- A Tyrannosaurus szaglógumói és szaglószervi idegei nagyok voltak (az agy méretéhez képest). Ez arra enged következtetni, hogy igen fejlett szaglóérzékkel rendelkezett, amivel képes volt nagy távolságból is kiszagolni a tetemeket, ahogyan a mai keselyűk. A dinoszauruszok szaglógumóin végzett vizsgálat kimutatta, hogy a 21 tesztelt faj közül a Tyrannosaurus rex szaglóérzéke volt a legfejlettebb.[102] A kizárólag dögevő-elmélet ellenzői pont a keselyű példájával próbálják igazukat bizonyítani, mivel napjainkban épp a nagy méretű vitorlázó madarak folytatnak pusztán dögevő életmódot, melyek az éles érzékszervek és az energiatakarékos repülési mód segítségével hatalmas területeket képesek átfésülni.[103] Glasgow-i kutatók megállapították, hogy egy olyan produktív ökoszisztéma, mint a mai Serengeti Nemzeti Park, képes elegendő mennyiségű tetemet biztosítani egy nagy theropoda dögevő számára, azonban a theropodának hideg vérűnek kellene lennie, hogy több kalóriához juthasson, mint amennyit az élelem megszerzésére fordít (lásd a dinoszauruszok fiziológiája). Hozzátették, hogy a Serengetihez hasonló modern ökoszisztémákban azért nem élnek nagy méretű szárazföldi dögevők, mert a vitorlázó madarak annyival hatékonyabban képesek betölteni ezt az ökológiai fülkét, hogy a nagy theropodák nem lennének képesek felvenni velük a versenyt.[104]
- A Tyrannosaurus fogai alkalmasak voltak a csontok összezúzására, így annyi élelmet nyerhetett ki a tetemből, amennyit csak lehetséges volt, beleértve a csontvelőt is, ami rendszerint a leginkább tápláló rész. Karen Chin és munkatársai találtak csonttöredékeket tartalmazó ürülékfosszíliákat, melyeket a Tyrannosaurusénak tulajdonítanak, de rámutattak arra is, hogy az állat fogai a szisztematikus csontrágáshoz és a csontvelő kinyeréshez nem voltak olyan mértékben adaptálódva, mint a hiénáé.[105]
- A Tyrannosaurus potenciális zsákmányállatai között voltak olyanok, amelyeknél lassabban mozgott, ám a tény, hogy csak járásra utaló bizonyítékok léteznek, futásra utalók nem, ami jelezheti azt, hogy nem üldözte a prédát, mert dögevő volt.[100][106] Másfelől a legújabb elemzések azt mutatják, hogy a Tyrannosaurus, bár lassabb volt a nagy modern szárazföldi ragadozóknál, elég gyors lehetett a nagy hadrosauridák és ceratopsiák elejtéséhez.[85][96] Elképzelhető, hogy rejtőzködő taktikát alkalmazott a gyorsabb állatok elfogására.

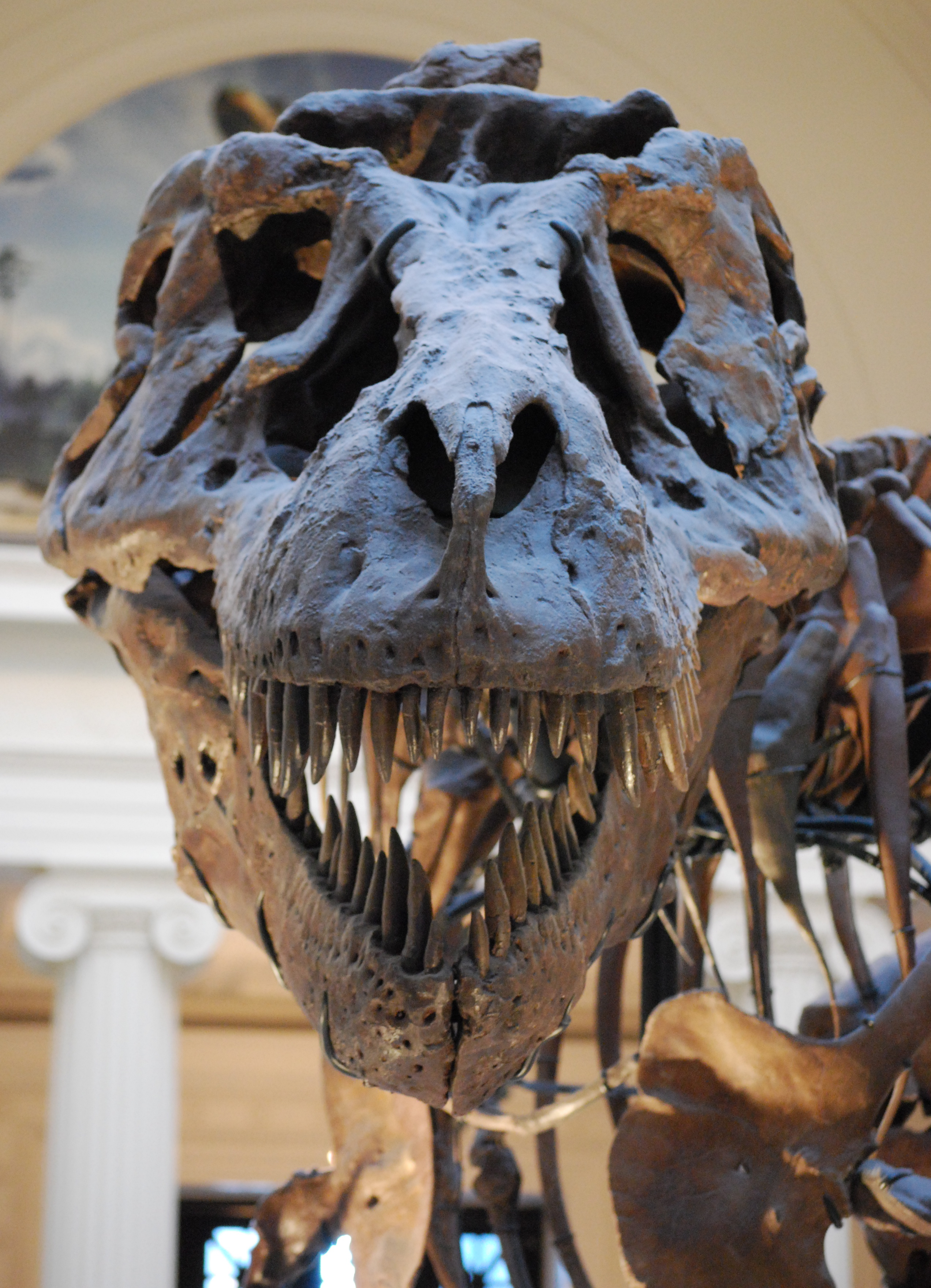
A T. rex szemüregei egymástól távol helyezkedtek el, jó binokuláris látást biztosítva

Más bizonyítékok a Tyrannosaurus ragadozó életmódjára utalnak. A kisagyi területe, ami a mozgáskoordinációt látja el, nagy és fejlett, az agy maga is sokszor nagyobb, mint a többi dinoszauruszé. A Tyrannosaurus szemüregei úgy helyezkedtek el, hogy a szemek előre nézhettek, jobb binokuláris látást biztosítva, mint amilyennel a mai héják rendelkeznek. Rámutatott, hogy a Tyrannosaurus fejlődési vonalán egyenletesen fejlődött a binokuláris látás. Nehéz elképzelni, hogy a természetes szelekció során hogyan maradhatott hosszú távon előny a mélység érzékelése és a sztereoszkóp látás, ha az állat dögevő volt. A modern állatoknál a binokuláris látás főként a ragadozóknál található meg.
Egy Montanában talált hadrosaurida, egy Edmontosaurus annectens csontvázának farokcsigolyáján egy Tyrannosaurus fog által okozott gyógyult sérülés látható. A tény, hogy a sérülés a gyógyulás jeleit mutatja, arra utal, hogy az Edmontosaurus túlélt egy Tyrannosaurus-támadást, ami azért történhetett, mert a Tyrannosaurus aktív ragadozó volt. Létezik bizonyíték egy Triceratops és egy Tyrannosaurus közötti agresszív kölcsönhatásra, amire az egyik szarvon és a nyakfodron levő Tyrannosaurus fognyomok utalnak; emellett a harapásnyomot viselő szarv el is tört, a csont pedig ezután tovább növekedett. A sérülés körülményei nem ismertek, a támadó bármelyik állat lehetett. Peter Larson, aki vizsgálatokat folytatott „Sue”-n, felfedezte hogy az állat szegycsontja és egyik farokcsigolyája eltört, majd összeforrt, továbbá hegesedés nyomait találta az arccsontokon, és rátalált egy másik Tyrannosaurustól származó fogra, ami az egyik nyakcsigolyába ágyazódott. Ha a felfedezés nem téves, akkor ez egy komoly bizonyíték arra vonatkozóan, hogy a Tyrannosaurusok agresszívan viselkedtek egymással, meglehet, hogy versengtek az ételért, a párosodás lehetőségéért vagy esetleg kannibálok voltak. A jelentős sérülések további vizsgálata kimutatta, hogy egy részük fertőzéstől és nem sebesüléstől származik (esetleg a fosszília halál utáni rongálódásai okozták), más részük pedig túl általános ahhoz, hogy egyedek közti konfliktusra utaljon.
Néhány kutató azt állítja, hogy ha a Tyrannosaurus dögevő volt, akkor másnak kellett a csúcsragadozó szerepét betöltenie a késő kréta kori Amerázsiában. Ekkortájt a legkedveltebb zsákmányállatok a marginocephaliák és az ornithopodák nagyobb példányai voltak. A többi tyrannosaurida annyira hasonló jellegzetességeket mutat, hogy csak a kis dromaeosauridák jöhetnek szóba esetleges alternatív csúcsragadozóként. Ennek fényében a dögevő-elmélethez ragaszkodók azt vetették fel, hogy a Tyrannosaurusok a méretük és az erejük folytán kleptoparazitaként a kisebb ragadozóktól elorzott zsákmányon éltek. A legtöbb őslénykutató elfogadja azt az állítást, hogy a Tyrannosaurus más nagy méretű húsevőkhöz hasonlóan egyszerre volt ragadozó és dögevő.

## Történet

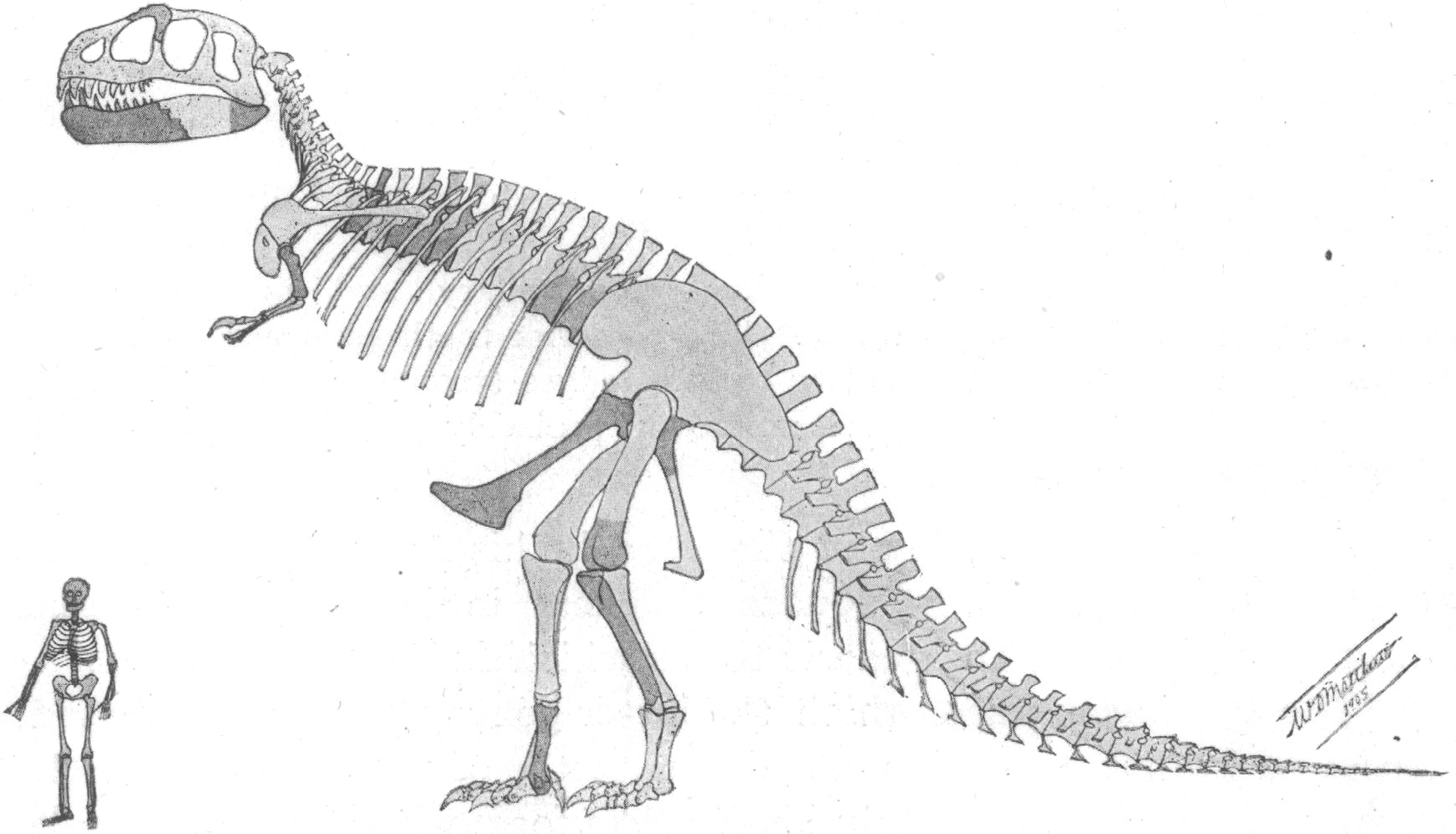
A William D. Matthew által készített legelső Tyrannosaurus rex rekonstrukció, 1905-ből

Henry Fairfield Osborn, az Amerikai Természetrajzi Múzeum vezetője nevezte el a Tyrannosaurus rexet, 1905-ben. A nem neve a görög τυραννος / türannosz ('zsarnok') és σαυρος / szaürosz ('gyík') szavak összetételével keletkezett. Osborn a latin rex ('király') szót használta a faj megnevezésére. A teljes binomiális név jelentése 'zsarnokgyík király', ami az állat méretét és más fajok feletti dominanciáját igyekszik hangsúlyozni.

### Korai felfedezések
1874-ben A. Lakes a Colorado állambeli Golden közelében olyan maradványokat fedezett fel, amelyeket jelenleg a T. rex fogaiként tartanak számon. Az 1890-es évek elején J. B. Hatcher az állat csontvázának koponya alatti (posztkraniális) részeire bukkant Wyoming állam keleti részén, melyeket eredetileg egy nagy méretű Ornithomimus (O. grandis) fosszíliáinak véltek. 1892-ben E. D. Cope az általa Dél-Dakota területén talált gerincmaradványokat Manospondylus gigas néven azonosította, de ezeket a későbbiekben a T. rexhez sorolták át.

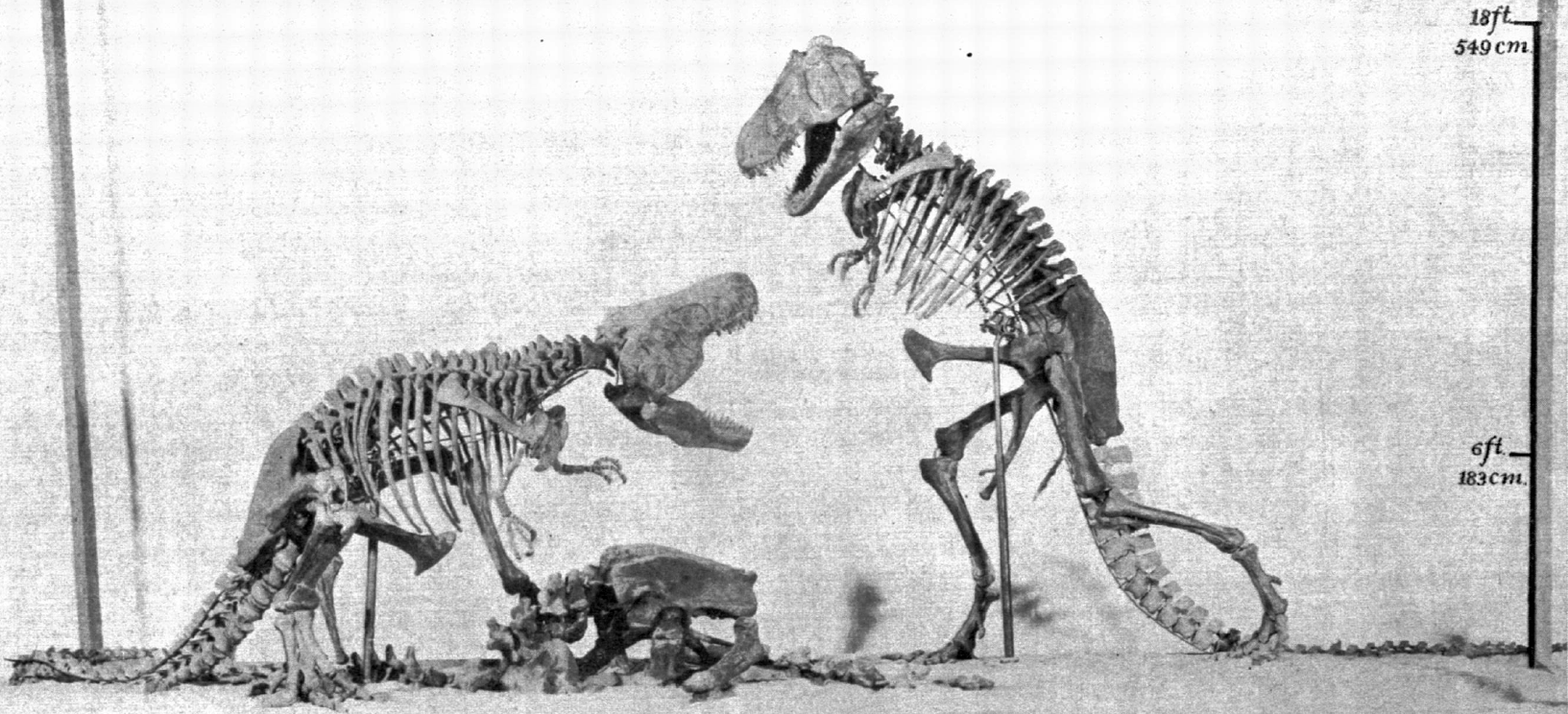
Egy H.F. Osborn által készített, kiállításra szánt Tyrannosaurus rex félkész, méretarányos modellje az Amerikai Természetrajzi Múzeumban (American Museum of Natural History)

1900-ban Barnum Brown, az Amerikai Természetrajzi Múzeum segédkurátora fedezte fel az első részleges T. rex csontvázat Wyoming keleti részén. 1905-ben írt cikkében H. F. Osborn a csontváznak a Dynamosaurus imperiosus nevet adta. 1902-ben Brown egy újabb hiányos csontvázat talált a montanai Hell Creek-formációban, amit Osborn az 1905-ös, D. imperiosus leírását is tartalmazó cikkében a Tyrannosaurus rex holotípusaként írt le. A hivatalos név a Dynamosaurus lett. Az eredeti „Dynamosaurus” leletanyag a londoni Természetrajzi Múzeumban (Natural History Museum) található.
Barnum Brown összesen öt darab hiányos Tyrannosaurus csontvázat talált. 1902-es leletét 1941-ben eladták a Pennsylvania állambeli Pittsburghben levő Carnegie Természetrajzi Múzeumnak (Carnegie Museum of Natural History). Brown negyedik és egyben legnagyobb fosszíliája szintén a Hell Creekből származik, és a New York-i Amerikai Természetrajzi Múzeumban került kiállításra.

### Nevezetes példányok

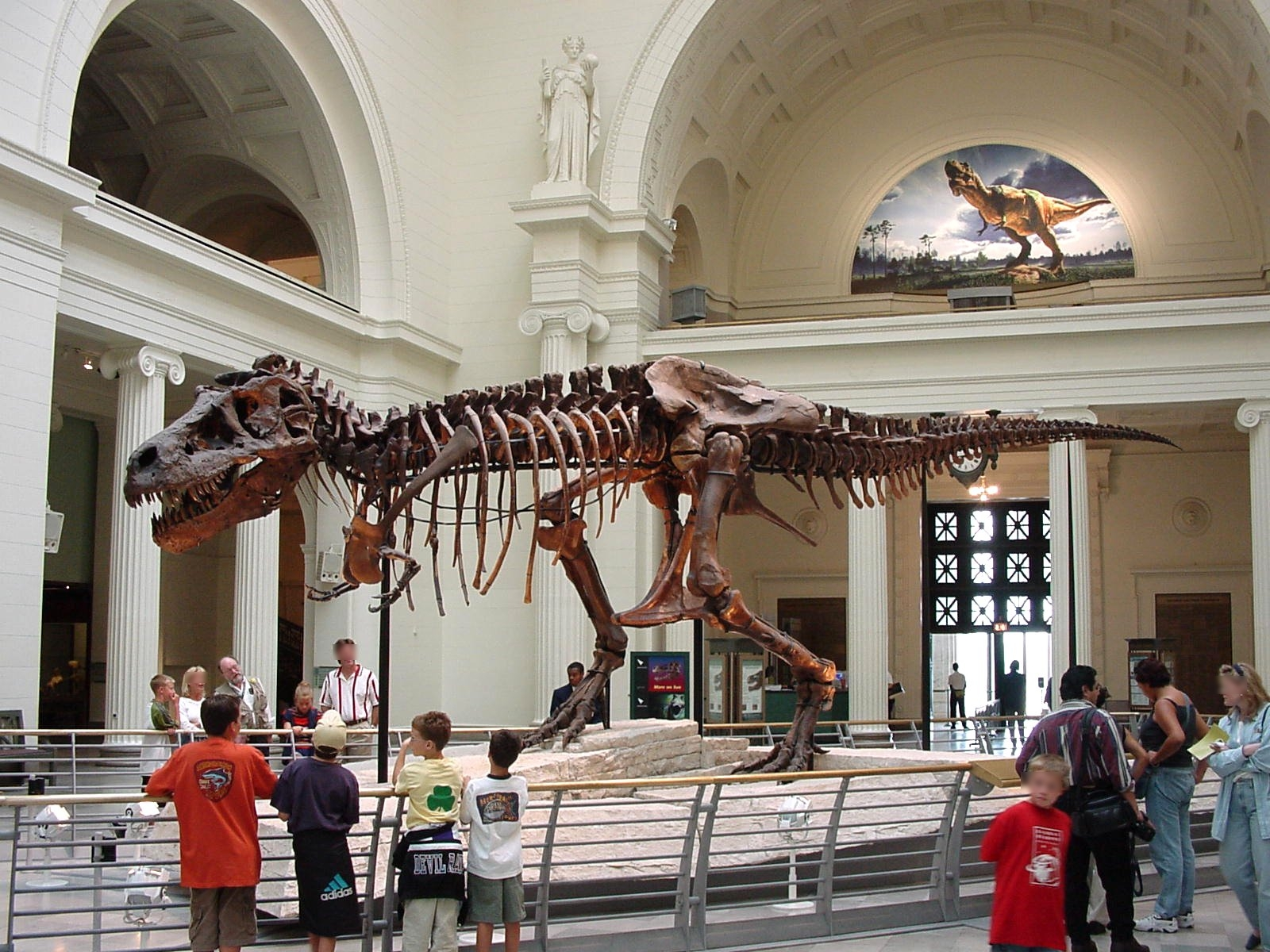
„Sue”, a Tyrannosaurus a chicagói Field Természetrajzi Múzeumban. A mellső lábai között látható a madarakra is jellemző „villacsont”

Sue Hendrickson amatőr őslénykutató fedezte fel a legteljesebb, (megközelítőleg 85%-os) és a legnagyobb Tyrannosaurus csontváz fosszíliát a Hell Creek-formációban a Dél-Dakota állambeli Faith közelében, 1990. augusztus 12-én. A felfedezője tiszteletére „Sue” névre keresztelt Tyrannosaurus birtoklási jogáért jogi csata folyt. 1997-ben a lelőhelyet körülvevő földterület tulajdonosa, Maurice Williams javára született döntés. A fosszíliát a Field Természetrajzi Múzeum (Field Museum of Natural History) 7,6 millió dollárért megvásárolta, így ez lett az addigi legdrágább dinoszauruszcsontváz. A múzeum preparátorai 1998 és 1999 között 30 000 órát töltöttek el azzal, hogy eltávolítsák a csontokról a lerakódott kőzetet. A csontvázat ezután átszállították New Jersey-be, ahol összeállították, majd ismét szétszedték, hogy visszaszállítsák Chicagóba a végső összeállításra. 2000. május 17-én mutatták be a nyilvánosság számára a Field Természetrajzi Múzeum nagy csarnokában (Stanley Field Hall). A csontok vizsgálata kimutatta, hogy „Sue” 19 éves korára vált kifejletté és 28 éves korában pusztult el, így ez a példány a legidősebb ismert Tyrannosaurus. A korai feltételezést, miszerint „Sue” egy tarkót ért erős harapásba pusztult bele, nem sikerült igazolni. Egy későbbi vizsgálat során számos kóros elváltozást fedeztek fel a csontvázon, harapásnyomot azonban nem találtak. A koponya hátsó részének sérülését az okozhatta, hogy az elpusztult állatra egy másik rálépett. A legfeltűnőbb deformitások között három törött, később gyógyult borda, két összenőtt és ízületi gyulladásos farokcsigolya, illetve az állkapcsokon látható lyukak vannak. Az utóbbiak a halálát is okozhatták, valamilyen bakteriális, gombás, vagy vírusos fertőzést gyanítanak, ami lehetetlenné tette az állat táplálkozását.
1987 tavaszán, a Dél-Dakota állambeli Buffalo közelében a Hell Creek-formációban egy másik Tyrannosaurust találtak, amely Stan Sacrison amatőr őslénykutató után a „Stan” nevet kapta. 30 000 órával a kiásása és preparálása után kiderült, hogy a csontváz 65%-ban teljes. „Stan” egy nagyobb világkörüli út után a dél-dakotai Hill City-ben levő Black Hills Természetrajzi Múzeumban (Black Hills Museum of Natural History) került kiállításra. Ezen a Tyrannosauruson is számos csontsérülést találtak, többek között törött és begyógyult bordákat és egy (szintén begyógyult) nyakcsigolyát, valamint egy látványos, Tyrannosaurus fog méretű lyukat a koponya hátsó részén. „Stan” és „Sue” fosszíliáján Peter Larson végzett vizsgálatokat.
2000 nyarán Jack Horner öt Tyrannosaurus csontvázat fedezett fel a montanai Fort Peck Reservoir közelében. A példányok egyike, a „C. rex” az addig talált legnagyobb példány volt.

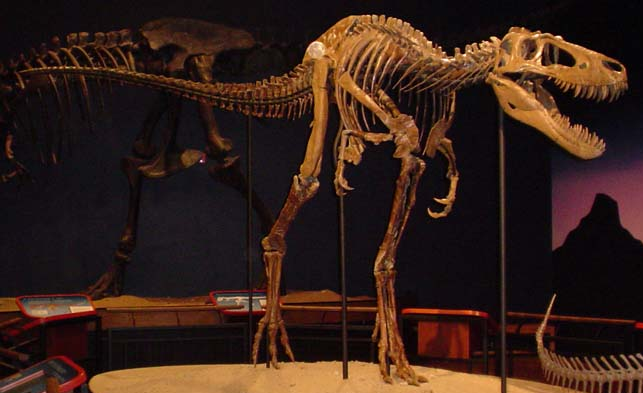
„Jane” az Illinois állambeli Rockfordban levő Burpee Múzeumban

2001-ben az Illinois állambeli Rockfordban levő Burpee Természetrajzi Múzeum (Burpee Museum of Natural History) csapata a montanai Hell Creek-formációban egy fiatal Tyrannosaurus 50%-ban teljes csontvázát fedezte fel. Kezdetben úgy gondolták, hogy „Jane a rockfordi T-Rex” a törpe tyrannosaurida, a Nanotyrannus első ismert példánya, de a későbbi vizsgálatok kimutatták, hogy inkább egy fiatal Tyrannosaurus lehet. Jelenleg ez a legteljesebb állapotban megőrződött fiatal példány. A leletet Jack Horner, Pete Larson, Robert Bakker, Greg Erickson és más elismert őslénykutatók is megvizsgálták, mivel a kora miatt különlegesnek számít. „Jane”-t a Burpee Természetrajzi Múzeumban állították ki.
2006. április 7-én a Montanai Egyetem (Montana State University) egy sajtókiadványban közzétette, hogy sikerült megtalálniuk a legnagyobb Tyrannosaurus koponyát. Bár a felfedezésére az 1960-as években került sor, csak mintegy 40 év elmúltával rekonstruálták. A hossza 150 centiméter, míg „Sue”-é 141 centiméter, tehát az új lelet 6,5%-kal nagyobb.

## Popkulturális hatás
1905-ben készült első leírása óta a Tyrannosaurus rex a populáris kultúrában a legismertebb dinoszaurusszá vált. Ez az egyetlen olyan dinoszaurusz, amit legtöbbször teljes tudományos nevén említenek, melynek hivatalos rövidítését, a T. rexet is széles körben használják (bár néha tévesen „T-Rex”-ként írják). Robert T. Bakker The Dinosaur Heresies (A dinoszaurusz eretnekség) című művében ezt azzal magyarázza, hogy „a Tyrannosaurus rex név szinte ellenállhatatlan a nyelvnek”.
A múzeumok kiállításain a T. rex nagyon népszerű; a chicagói Field Múzeumban, 2003-ban körülbelül 10 000 látogató gyűlt össze, amikor „Sue”-t bemutatták. A T. rex számos alkalommal tűnt fel a televízióban és a filmekben, melyek közül például az alábbiakban szerepelt: Az elveszett világ (The Lost World, 1925), King Kong (1933), a Doctor Who sorozat Invasion of the Dinosaurs (1974) és a Dinoszauruszok egy űrhajón részében, Őslények országa (The Land Before Time, 1988), Jurassic Park (1993), Barney and Friends (1992), Toy Story – Játékháború (1995), Az elveszett világ: Jurassic Park (1997), Toy Story – Játékháború 2. (1999), Dinoszauruszok, a Föld urai (1999), Jurassic Park III (2001), Éjszaka a múzeumban (2006), A Robinson család titka (2007), Jégkorszak 3. – A dínók hajnala (2009), Jurassic World (2015), Jurassic World: Bukott birodalom (2018).
Több könyvben és képregényben is felbukkan, mint például a Kázmér és Huba és a Dinosaur Comics, melyekben a Tyrannosaurust általában a valaha élt legnagyobb és legszörnyűbb húsevőként ábrázolják.
A Transformers képregényekben mint Mogorva parancsnok tűnik fel a dinobotok csapatában. Később bekerült a rajzfilmsorozatba és annak mozifilmjébe is.
A T. Rex rockegyüttes a Tyrannosaurus rex után kapta a nevét. Az állatról számos játékot mintáztak és a videójátékok világában is népszerű. Az ismertségét különböző üzleti vállalkozások is igyekeznek kihasználni, így az állat időnként a reklámokban is felbukkan.
A Ram Trucks (Dodge) autómárka egyik modellje a T. Rex után kapta nevét (RAM TRX).

## Fordítás
- Ez a szócikk részben vagy egészben a Tyrannosaurus című angol Wikipédia-szócikk ezen változatának fordításán alapul.  Az eredeti cikk szerkesztőit annak laptörténete sorolja fel. Ez a jelzés csupán a megfogalmazás eredetét és a szerzői jogokat jelzi, nem szolgál a cikkben szereplő információk forrásmegjelöléseként.